# Castilia chinantlensis
Castilia chinantlensis is een vlinder uit de familie Nymphalidae. De wetenschappelijke naam van de soort is voor het eerst geldig gepubliceerd in 1978 door de la Maza.